# Lewis Schouten
Lewis Schouten (Heiloo, 4 februari 2004) is een Nederlandse voetballer die doorgaans speelt als middenvelder.

## Carrière
Schouten speelde in de jeugd van HSV en maakte in 2014 de overstap naar AZ. In juli 2021 tekende hij, in navolging van zijn vader Ronald Schouten die tussen 1988 en 1992 bij AZ speelde, een profcontract dat hem tot medio 2023 aan de Alkmaarders verbond met een optie voor nog een extra seizoen. Tijdens het seizoen 2021/22 werd Schouten overgeheveld van de O18 naar de selectie van Jong AZ waar hij op 18 januari 2022 zijn competitiedebuut maakte in een met 2-0 verloren uitwedstrijd bij FC Dordrecht, als invaller voor Zico Buurmeester. In april werd het contract van de jeugdinternational door AZ opengebroken en langdurig verlengd tot medio 2027.

## Statistieken

#### Beloften
| 2021/22                            | Jong AZ         | Eerste divisie  | 11 | 0 | 11 | 0 |
| 2022/23                            | Jong AZ         | Eerste divisie  | 30 | 1 | 30 | 1 |
| Totaal beloften                    | Totaal beloften | Totaal beloften | 41 | 1 | 41 | 1 |
| Bijgewerkt tot en met 19 juli 2023 |                 |                 |    |   |    |   |